# リュウキュウツバメ
リュウキュウツバメ（琉球燕、Hirundo tahitica）は、スズメ目ツバメ科ツバメ属に分類される鳥類。

## 分布
インド南部、インドネシア、オーストラリア、カンボジア、ソロモン諸島、中華人民共和国（台湾）、トンガ、日本、バヌアツ、パプアニューギニア、フィジー、フィリピン、ブルネイ、ベトナム、マレーシア、ミャンマー
日本では奄美大島以南に周年生息（留鳥）するが、分布は局地的で生息しない島もある。屋久島での観察記録があるほか、種子島やトカラ列島の中之島では繁殖記録がある。

## 形態
全長13-14cm。尾羽は短い。上面は光沢のある黒、下面は淡褐色や灰褐色の羽毛で覆われる。額、喉から上胸はオレンジ色の羽毛で覆われる。尾羽基部の下面（下尾筒）には黒褐色の鱗状斑が入る。尾羽下面には白い斑紋が入る。下雨覆は暗灰色。
嘴の色彩は黒い。
幼鳥は全身の色彩が褐色みを帯び、額や喉の色味が淡い。

## 分類
11亜種に分かれるとされる。
- Hirundo tahitica tahitica　Gmelin, 1789 - など

## 生態
海岸、河川、農耕地などに生息する。留鳥とされているが、冬季に個体数が増減する地域があるため、一部は小規模な渡りをしていると考えられる。
食性は動物食で、主にユスリカなどの飛翔昆虫を飛びながら捕食して食べる。
繁殖形態は卵生。集団繁殖地（コロニー）を形成する事もある。断崖や洞窟、民家の軒下、橋桁などに土と枯れ草を固めた皿状の巣を作り、日本では1回に4-5個の卵を産む。